# Eupithecia ludificata
Eupithecia ludificata es una especie de polilla de receinte descubrimiento perteneciente a la familia Geometridae. La especie fue descrita por primera vez por Mironov y Šumpich, habiendo sido descrita en 2022, con distribución en China. El holotipo fue descrito en el valle Manigango, a lo largo del río Tro Chu, en la falda este de las Montañas Chola, provincia de Sichuan, a aproximadamente 3860 metros (12 664 pies) de altitud.
Es una polilla mediana con una envergadura de las alas de 23 milímetros (0,9 plg). Esta especie tiene gran parecido a la E. saldaitisi del Asia Oriental, del que se distingue por ser de un marrón más oscuro. Se desconoce su planta huésped y de su distribución fuera de la provincia de Yunnan.
Su nombre proviene del Latín ludificatus, que traduce a "burlona".